# Karl Weierstrass
Karl Theodor Wilhelm Weierstrass (Ostenfelde, Bajorország, 1815. október 31. – Berlin, 1897. február 19.) német matematikus, a modern függvényelmélet egyik megalapozója.

## Élete

### Gyermek- és ifjúkor
Apja Ostenfelde polgármestere volt. Miután Karl elvégezte a gimnáziumot (Paderbornban, 1829 - 1834), a Bonni Egyetem jogi karára iratkozott (mivel apja porosz államhivatalnoknak szánta), de négy év után, 23 éves korában (1838) diploma nélkül távozott az intézményből. Ekkor határozta el magát arra, hogy mélyebben belemerül a matematika tanulmányozásába.
1839-től a münsteri Akadémián gimnáziumi tanárnak készült. Itt került Cristof Gudermann matematikaprofesszor hatása alá, akit elsősorban az elliptikus függvények elmélete foglalkoztatott, s ő terelte Weierstrass figyelmét a függvényelméletre. Ez volt az egyetlen matematikakurzus, amit életében elvégzett.

### A vidéki tanárévek
Weierstrass 1841-től vidéki középiskolákban tanított, kis fizetése miatt még arra sem volt pénze, hogy más matematikusokkal levelezzen. Ez időben szakadatlanul az analízissel foglalkozott. Programot dolgozott ki az analízis „aritmetizálására”, vagyis a fő tételek levezetésére a szigorúan felépített valós számrendszer segítségével, és programját jórészt végre is hajtotta. Matematikai szigorát jól illusztrálja az 1861-ből való példa. Olyan függvényt talált, melynek folytonos volta ellenére egyetlen pontban sem volt deriváltja. A látszólag differenciálható függvény nagy megdöbbenést keltett az analízissel foglalkozó, és erősen az intuícióra támaszkodó matematikusok körében.

### Az Abel-tétel
Weierstrass ki akarta teljesíteni a norvég Niels Abel és a német Jacobi függvényelméleti munkásságát, mindenekelőtt az Abel-tételt, amely szerint az algebrai függvények független integráljainak száma véges, valamint a Jacobi által felfedezett sokváltozós, többszörösen periodikus függvények vizsgálatát.

### A tiszteletbeli doktori címig
Az ismeretlen tanárember Abel-függvényekről írott dolgozatát 1854-ben közölte a Crelle's Journal. A Königsbergi Egyetem tiszteletbeli doktorává avatta, 1856-ban Berlinben a Királyi Műszaki Főiskolán kapott állást.
1857-től a Berlini Tudományos Akadémia tagja.

## Munkássága
Kevés cikket közölt a szaklapokban, eredményeit előadásaiba építette be. Ezek anyagát a Gesammelte Abhandlungen (Összegyűjtött munkái; 1894-1927) 8 kötete tartalmazza. A modern analízis atyjának tekintik. Módszert adott a sorok konvergenciájának ellenőrzésére, eredményesen foglalkozott a periodikus függvények elméletével, a valós változójú, az elliptikus, az Abel-függvényekkel, a konvergens végtelen sorozatokkal, a variációszámítással. Továbbfejlesztette a bilineáris és kvadratikus formák elméletét is. Hatása legnagyobbrészt tanítványain keresztül érvényesült, akik közül többen is nagy matematikusok lettek. Hallgatója volt Szófia Kovalevszkaja is.